# San Rafael Loma Bonita
San Rafael Loma Bonita är en ort i Mexiko.   Den ligger i kommunen Tulancingo de Bravo och delstaten Hidalgo, i den sydöstra delen av landet, 110 km nordost om huvudstaden Mexico City. San Rafael Loma Bonita ligger 2 136 meter över havet och antalet invånare är 129.
Terrängen runt San Rafael Loma Bonita är platt åt nordväst, men åt sydost är den kuperad. Runt San Rafael Loma Bonita är det tätbefolkat, med 286 invånare per kvadratkilometer. Närmaste större samhälle är Tulancingo, 7,8 km söder om San Rafael Loma Bonita. Omgivningarna runt San Rafael Loma Bonita är en mosaik av jordbruksmark och naturlig växtlighet.